# Lamar Hunt U.S. Open Cup 2017
Der Lamar Hunt U.S. Open Cup 2017 war die 104. Austragung des US-amerikanischen Fußballpokalwettbewerbs der Herren. Veranstalter des Turniers war die United States Soccer Federation.
Die Qualifikationen für dieses Turnier begannen bereits 2016, als die Mannschaften der USASA ihre Regionalmeisterschaften ausspielten. Der Sieger qualifizierte sich für die CONCACAF Champions League.

## Teilnehmende Mannschaften
| direkt für die 4. Runde qualifiziert (alle US-Mannschaften der MLS) | direkt für die 4. Runde qualifiziert (alle US-Mannschaften der MLS) | direkt für die 4. Runde qualifiziert (alle US-Mannschaften der MLS) | direkt für die 4. Runde qualifiziert (alle US-Mannschaften der MLS) |
| --- | --- | --- | --- |
| - Atlanta United - Chicago Fire - Colorado Rapids - Columbus Crew - D.C. United | - FC Dallas - Houston Dynamo - Los Angeles Galaxy - Minnesota United - New England Revolution | - New York City FC - New York Red Bulls - Orlando City - Philadelphia Union - Portland Timbers | - Real Salt Lake - San José Earthquakes - Seattle Sounders - Sporting Kansas City |
| direkt für die 2. Runde qualifiziert (alle US-Mannschaften der NASL und USL) | | | |
| - Indy Eleven (NASL) - Jacksonville Armada (NASL) - Miami FC (NASL) - New York Cosmos (NASL) - North Carolina FC (NASL) - San Francisco Deltas (NASL) | - Charleston Battery (USL) - Charlotte Independence (USL) - Colorado Springs Switchbacks (USL) - FC Cincinnati (USL) - Harrisburg City Islanders (USL) - Louisville City FC (USL) | - Oklahoma City Energy (USL) - Orange County SC (USL) - Phoenix Rising (USL) - Pittsburgh Riverhounds (USL) - Reno 1868 FC (USL) - Richmond Kickers (USL) | - Rochester Rhinos (USL) - Sacramento Republic (USL) - Saint Louis FC (USL) - San Antonio FC (USL) - Tampa Bay Rowdies (USL) - Tulsa Roughnecks (USL) |
| Teilnehmer der 1. Runde (Mannschaften der NPSL, USL PDL, sowie lokale Qualifikanten der USASA) | | | |
| - AFC Ann Arbor (NPSL) - AFC Cleveland (NPSL) - Albion SC Pros (NPSL) - Atlanta Silverbacks (NPSL) - Boston City FC (NPSL) - Chattanooga FC (NPSL) - Clarkstown SC Eagles (NPSL) - FC Wichita (NPSL) - Fredericksburg FC (NPSL) - Grand Rapids FC (NPSL) - Houston Dutch Lions (NPSL) - Jacksonville Armada U-23 (NPSL) - Legacy 76 (NPSL) - Miami United FC (NPSL) | - New Jersey Copa FC (NPSL) - OSA FC (NPSL) - Sonoma County Sol (NPSL) - Tulsa Athletic (NPSL) - Burlingame Dragons (USL PDL) - Carolina Dynamo (USL PDL) - Charlotte Eagles (USL PDL) - Chicago FC United (USL PDL) - Derby City Rovers (USL PDL) - Des Moines Menace (USL PDL) - FC Golden State Force (USL PDL) - FC Tucson (USL PDL) - Fresno Fuego (USL PDL) - GPS Portland Phoenix (USL PDL) | - Michigan Bucks (USL PDL) - Ocean City Nor’easters (USL PDL) - Oklahoma City Energy U-23 (USL PDL) - Reading United (USL PDL) - San Diego Zest (USL PDL) - SC United Bantams (USL PDL) - Seattle Sounders U-23 (USL PDL) - South Florida Surf (USL PDL) - Ventura County Fusion (USL PDL) - The Villages SC (USL PDL) - Western Mass Pioneers (USL PDL) - Anahuac FC (LQ) - Azteca FC (LQ) - Boca Raton FC (LQ) | - Christos FC (LQ) - Chula Vista FC (LQ) - Colorado Rush (LQ) - El Farolito (LQ) - FC Motown (LQ) - GPS Omens (LQ) - Junior Lone Star FC (LQ) - La Máquina FC (LQ) - LA Wolves FC (LQ) - Moreno Valley Fútbol Club (LQ) - NTX Rayados (LQ) - Outbreak FC (LQ) - Red Force FC (LQ) - Tartan Devils Oak Avalon (LQ) |

## Erste Runde
Die erste Runde wurde am 8. und 9. Mai 2018 ausgetragen.
| Datum                   |                               | Ergebnis              |                                |
| ----------------------- | ----------------------------- | --------------------- | ------------------------------ |
| 9. Mai 2017, 20:30 EDT  | Red Force FC (V)              | 2:4                   | South Florida Surf (IV)        |
| 10. Mai 2017, 15:00 EDT | El Farolito (V)               | 0:0 n. V. (5:6 i. E.) | Burlingame Dragons (IV)        |
| 10. Mai 2017, 15:30 EDT | Atlanta Silverbacks (IV)      | 4:1                   | SC United Bantams (IV)         |
| 10. Mai 2017, 17:00 EDT | Fredericksburg FC (IV)        | 0:3                   | Christos FC (V)                |
| 10. Mai 2017, 19:00 EDT | Western Mass Pioneers (IV)    | 2:2 n. V. (6:7 i. E.) | Boston City FC (IV)            |
| 10. Mai 2017, 19:00 EDT | New Jersey Copa FC (IV)       | 1:2 n. V.             | FC Motown (V)                  |
| 10. Mai 2017, 19:00 EDT | Charlotte Eagles (IV)         | 2:0                   | Chattanooga FC (IV)            |
| 10. Mai 2017, 19:00 EDT | Carolina Dynamo (IV)          | 2:1                   | Legacy 76 (IV)                 |
| 10. Mai 2017, 19:00 EDT | Miami United FC (IV)          | 2:1                   | Boca Raton FC (V)              |
| 10. Mai 2017, 19:00 EDT | Jacksonville Armada U-23 (IV) | 2:1                   | The Villages SC (IV)           |
| 10. Mai 2017, 19:30 EDT | Ocean City Nor’easters (IV)   | 3:1                   | Junior Lone Star FC (V)        |
| 10. Mai 2017, 19:30 EDT | Reading United (IV)           | 1:0                   | Clarkstown SC Eagles (IV)      |
| 10. Mai 2017, 19:30 EDT | Michigan Bucks (IV)           | 1:0                   | AFC Ann Arbor (IV)             |
| 10. Mai 2017, 19:30 EDT | Derby City Rovers (IV)        | 1:1 n. V. (3:4 i. E.) | Tartan Devils Oak Avalon (V)   |
| 10. Mai 2017, 20:00 EDT | GPS Portland Phoenix (IV)     | 0:2                   | GPS Omens (V)                  |
| 10. Mai 2017, 19:00 CDT | Houston Dutch Lions (IV)      | 3:1                   | NTX Rayados (V)                |
| 10. Mai 2017, 19:00 CDT | FC Wichita (IV)               | 1:0 n. V.             | Azteca FC (V)                  |
| 10. Mai 2017, 19:30 CDT | Des Moines Menace (IV)        | 1:3                   | AFC Cleveland (IV)             |
| 10. Mai 2017, 19:30 CDT | Tulsa Athletic (IV)           | 1:1 n. V.(2:4 i. E.)  | Oklahoma City Energy U-23 (IV) |
| 10. Mai 2017, 19:30 CDT | Sonoma County Sol (IV)        | 1:1 n. V.(4:5 i. E.)  | Anahuac FC (V)                 |
| 10. Mai 2017, 19:00 PDT | Albion SC Pros (IV)           | 2:3                   | Chula Vista FC (V)             |
| 10. Mai 2017, 19:00 PDT | FC Golden State Force (IV)    | 2:0                   | Outbreak FC (V)                |
| 10. Mai 2017, 19:00 PDT | Fresno Fuego                  | 4:1                   | La Máquina FC (V)              |
| 10. Mai 2017, 19:00 PDT | Ventura County Fusion (IV)    | 1:2                   | Moreno Valley Fútbol Club (V)  |
| 10. Mai 2017, 19:30 MST | FC Tucson                     | 3:1                   | Colorado Rush (V)              |
| 10. Mai 2017, 19:30 PDT | OSA FC (IV)                   | 0:0 n. V. (5:3 i. E.) | Seattle Sounders U-23 (IV)     |
| 10. Mai 2017, 19:30 PDT | LA Wolves FC (V)              | 4:2                   | San Diego Zest (IV)            |
| 12. Mai 2017, 15:00 CDT | Chicago FC United (IV)        | 1:0                   | Grand Rapids FC (IV)           |

## Zweite Runde
Die zweite Runde wurde am 16. und 17. Mai 2017 ausgetragen.
| Datum                   |                                   | Ergebnis              |                                |
| ----------------------- | --------------------------------- | --------------------- | ------------------------------ |
| 16. Mai 2017, 19:30 EDT | Tampa Bay Rowdies (II)            | 3:0                   | Jacksonville Armada U-23 (IV)  |
| 17. Mai 2017, 17:00 EDT | Atlanta Silverbacks (IV)          | 1:2                   | Charleston Battery (II)        |
| 17. Mai 2017, 19:00 EDT | Richmond Kickers (II)             | 0:1                   | Christos FC (V)                |
| 17. Mai 2017, 19:00 EDT | Rochester Rhinos (II)             | 3:0                   | FC Motown (V)                  |
| 17. Mai 2017, 19:00 EDT | Boston City FC (IV)               | 1:2                   | GPS Omens (V)                  |
| 17. Mai 2017, 19:00 EDT | Miami United FC (IV)              | 1:2                   | Jacksonville Armada (II)       |
| 17. Mai 2017, 19:00 EDT | Carolina Dynamo (IV)              | 1:6                   | North Carolina FC (II)         |
| 17. Mai 2017, 19:00 EDT | Charlotte Eagles (IV)             | 2:3                   | Charlotte Independence (II)    |
| 17. Mai 2017, 19:00 EDT | Tartan Devils Oak Avalon (V)      | 0:9                   | Louisville City FC (II)        |
| 17. Mai 2017, 19:00 EDT | FC Cincinnati (II)                | 1:0 n. V.             | AFC Cleveland (IV)             |
| 17. Mai 2017, 19:30 EDT | Miami FC (II)                     | 3:2                   | South Florida Surf (IV)        |
| 17. Mai 2017, 19:30 EDT | Michigan Bucks (IV)               | 1:0                   | Indy Eleven (II)               |
| 17. Mai 2017, 19:30 EDT | Reading United (IV)               | 3:2                   | New York Cosmos (II)           |
| 17. Mai 2017, 19:30 EDT | Ocean City Nor’easters (IV)       | 0:0 n. V. (5:6 i. E.) | Harrisburg City Islanders (II) |
| 17. Mai 2017, 19:00 CDT | Chicago FC United (IV)            | 3:1                   | Pittsburgh Riverhounds (II)    |
| 17. Mai 2017, 19:00 CDT | FC Wichita (IV)                   | 3:4 n. V.             | Saint Louis FC (II)            |
| 17. Mai 2017, 19:00 CDT | Houston Dutch Lions (IV)          | 1:2                   | San Antonio FC (II)            |
| 17. Mai 2017, 19:00 CDT | Tulsa Roughnecks (II)             | 5:3                   | Oklahoma City Energy U-23 (IV) |
| 17. Mai 2017, 19:00 CDT | Oklahoma City Energy (II)         | 5:1                   | Moreno Valley Fútbol Club (V)  |
| 17. Mai 2017, 19:00 MDT | Colorado Springs Switchbacks (II) | 2:0                   | FC Tucson (IV)                 |
| 17. Mai 2017, 19:00 PDT | Fresno Fuego (IV)                 | 1:3                   | Phoenix Rising (II)            |
| 17. Mai 2017, 19:00 PDT | FC Golden State Force (IV)        | 2:5                   | Orange County SC (II)          |
| 17. Mai 2017, 19:30 PDT | LA Wolves FC (V)                  | 1:0 n. V.             | Chula Vista FC (V)             |
| 17. Mai 2017, 19:30 PDT | Sacramento Republic (II)          | 4:0                   | Anahuac FC (V)                 |
| 17. Mai 2017, 19:30 PDT | San Francisco Deltas (II)         | 2:1                   | Burlingame Dragons (IV)        |
| 17. Mai 2017, 19:30 PDT | OSA FC (IV)                       | 1:1 n. V. (3:4 i. E.) | Reno 1868 FC (II)              |

## Dritte Runde
Die dritte Runde wurde am 30. und 31. Mai 2017 ausgetragen.
| Datum                   |                                   | Ergebnis              |                                |
| ----------------------- | --------------------------------- | --------------------- | ------------------------------ |
| 30. Mai 2017, 20:00 EDT | Michigan Bucks (IV)               | 1:2                   | Saint Louis FC (II)            |
| 31. Mai 2017, 19:00 EDT | Rochester Rhinos (II)             | 2:1 n. V.             | GPS Omens (V)                  |
| 31. Mai 2017, 19:00 EDT | Jacksonville Armada (II)          | 0:1                   | Charleston Battery (II)        |
| 31. Mai 2017, 19:00 EDT | FC Cincinnati (II)                | 1:0                   | Louisville City FC (II)        |
| 31. Mai 2017, 19:30 EDT | North Carolina FC (II)            | 4:1                   | Charlotte Independence (II)    |
| 31. Mai 2017, 19:30 EDT | Miami FC (II)                     | 2:0                   | Tampa Bay Rowdies (II)         |
| 31. Mai 2017, 19:30 EDT | Reading United (IV)               | 0:3                   | Harrisburg City Islanders (II) |
| 31. Mai 2017, 19:00 CDT | Chicago FC United (IV)            | 0:1                   | Christos FC (V)                |
| 31. Mai 2017, 19:00 CDT | Tulsa Roughnecks (II)             | 0:0 n. V. (7:6 i. E.) | San Antonio FC (II)            |
| 31. Mai 2017, 19:00 MDT | Colorado Springs Switchbacks (II) | 1:2                   | Oklahoma City Energy (II)      |
| 31. Mai 2017, 19:30 MST | Phoenix Rising (II)               | 1:2                   | San Francisco Deltas (II)      |
| 31. Mai 2017, 19:30 PDT | LA Wolves FC (V)                  | 0:1                   | Orange County SC (II)          |
| 31. Mai 2017, 19:30 PDT | Sacramento Republic (II)          | 2:0                   | Reno 1868 FC (II)              |

## Vierte Runde
Die vierte Runde wurde am 13. und 14. Juni 2017 ausgetragen.
| Datum                    |                            | Ergebnis  |                                |
| ------------------------ | -------------------------- | --------- | ------------------------------ |
| 13. Juni 2017, 19:30 EDT | D.C. United (I)            | 4:1       | Christos FC (V)                |
| 13. Juni 2017, 19:00 MDT | Colorado Rapids (I)        | 3:2       | Oklahoma City Energy (II)      |
| 13. Juni 2017, 19:30 PDT | Seattle Sounders (I)       | 2:1       | Portland Timbers (I)           |
| 14. Juni 2017, 19:00 EDT | FC Cincinnati (II)         | 1:0       | Columbus Crew (I)              |
| 14. Juni 2017, 19:30 EDT | North Carolina FC (II)     | 2:3 n. V. | Houston Dynamo (I)             |
| 14. Juni 2017, 19:30 EDT | New England Revolution (I) | 3:0       | Rochester Rhinos (II)          |
| 14. Juni 2017, 19:30 EDT | Philadelphia Union (I)     | 3:1       | Harrisburg City Islanders (II) |
| 14. Juni 2017, 19:30 EDT | Atlanta United (I)         | 3:2       | Charleston Battery (II)        |
| 14. Juni 2017, 19:30 EDT | Orlando City (I)           | 1:3       | Miami FC (II)                  |
| 14. Juni 2017, 20:00 EDT | New York Red Bulls (I)     | 1:0       | New York City FC (I)           |
| 14. Juni 2017, 19:00 CDT | Saint Louis FC (II)        | 0:1       | Chicago Fire (I)               |
| 14. Juni 2017, 19:00 CDT | FC Dallas (I)              | 2:1       | Tulsa Roughnecks (II)          |
| 14. Juni 2017, 19:30 CDT | Sporting Kansas City (I)   | 4:0       | Minnesota United (I)           |
| 14. Juni 2017, 19:30 PDT | Los Angeles Galaxy (I)     | 3:1       | Orange County SC (II)          |
| 14. Juni 2017, 19:30 PDT | San José Earthquakes (I)   | 2:0       | San Francisco Deltas (II)      |
| 14. Juni 2017, 20:00 PDT | Sacramento Republic (II)   | 4:1       | Real Salt Lake (I)             |

## Achtelfinale
Die Achtelfinals wurden am 27. und 28. Juni 2017 ausgetragen.
| Datum                    |                            | Ergebnis              |                          |
| ------------------------ | -------------------------- | --------------------- | ------------------------ |
| 27. Juni 2017, 19:00 CDT | FC Dallas (I)              | 3:1                   | Colorado Rapids (I)      |
| 28. Juni 2017, 17:30 CDT | Houston Dynamo (I)         | 0:2                   | Sporting Kansas City (I) |
| 28. Juni 2017, 19:30 EDT | New England Revolution (I) | 2:1                   | D.C. United (I)          |
| 28. Juni 2017, 19:30 EDT | Miami FC (II)              | 3:2                   | Atlanta United (I)       |
| 28. Juni 2017, 20:00 EDT | New York Red Bulls (I)     | 1:1 n. V. (5:3 i. E.) | Philadelphia Union (I)   |
| 28. Juni 2017, 20:00 EDT | FC Cincinnati (II)         | 0:0 n. V. (3:1 i. E.) | Chicago Fire (I)         |
| 28. Juni 2017, 19:30 PDT | San José Earthquakes (I)   | 2:1                   | Seattle Sounders (I)     |
| 28. Juni 2017, 19:30 PDT | Los Angeles Galaxy (I)     | 2:0                   | Sacramento Republic (II) |

## Viertelfinale
Die Viertelfinals wurden zwischen dem 10. und 13. Juli 2017 ausgetragen.
| Datum                       |                            | Ergebnis  |                        |
| --------------------------- | -------------------------- | --------- | ---------------------- |
| 10. Juli 2017, 19:30 PDT    | San José Earthquakes (I)   | 3:2       | Los Angeles Galaxy (I) |
| 11. Juli 2017, 19:30 CDT    | Sporting Kansas City (I)   | 3:0 n. V. | FC Dallas (I)          |
| 13. Juli 2017, 19:30 EDT    | New England Revolution (I) | 0:1       | New York Red Bulls (I) |
| 2. August 2017, 19:30 EDT 1 | Miami FC (II)              | 0:1       | FC Cincinnati (II)     |

## Halbfinale
Die Halbfinals wurden am 9. und 15. August 2017 ausgetragen.
| Datum                      |                          | Ergebnis              |                          |
| -------------------------- | ------------------------ | --------------------- | ------------------------ |
| 9. August 2017, 19:30 CDT  | Sporting Kansas City (I) | 1:1 n. V. (5:4 i. E.) | San José Earthquakes (I) |
| 15. August 2017, 20:00 EDT | FC Cincinnati (II)       | 2:3 n. V.             | New York Red Bulls (I)   |

## Finale
| Sporting Kansas City                                                             | Sporting Kansas City | New York Red Bulls | New York Red Bulls | Aufstellung                                               |
| -------------------------------------------------------------------------------- | --- | --- | ------------------ | --------------------------------------------------------- |
| Sporting Kansas City                                                             | \| 20. September 2017 um 19:30 Uhr (CDT) in Kansas City, KS (Children’s Mercy Park) \| \| Ergebnis: 2:1 (1:0) \| \| Zuschauer: 21.523 \| \| Schiedsrichter: Hilario Grajeda \| \| Spielbericht \|                                                    | \| 20. September 2017 um 19:30 Uhr (CDT) in Kansas City, KS (Children’s Mercy Park) \| \| Ergebnis: 2:1 (1:0) \| \| Zuschauer: 21.523 \| \| Schiedsrichter: Hilario Grajeda \| \| Spielbericht \|                                                 | New York Red Bulls | Aufstellung Sporting Kansas City gegen New York Red Bulls |
| Sporting Kansas City                                                             | Tim Melia – Seth Sinovic, Matt Besler, Ike Opara, Graham Zusi – Benny Feilhaber, Ilie Sánchez, Róger Espinoza – Latif Blessing (43. Dániel Sallói), Diego Rubio (82. Kévin Oliveira), Gerso Fernandes (56. Jimmy Medranda) Cheftrainer: Peter Vermes | Ryan Meara – Fidel Escobar, Aaron Long, Michael Murillo – Felipe – Kemar Lawrence (66. Sal Zizzo), Alex Muyl (71. Gonzalo Verón) – Tyler Adams – Sacha Klještan, Bradley Wright-Philips, Sean Davis (77. Muhamed Keita) Cheftrainer: Jesse Marsch | New York Red Bulls | Aufstellung Sporting Kansas City gegen New York Red Bulls |
| Sporting Kansas City                                                             | 1:0 Latif Blessing (25.) 2:0 Dániel Sallói (66.) | 2:1 Bradley Wright-Philips (90.+1') | New York Red Bulls | Aufstellung Sporting Kansas City gegen New York Red Bulls |
| Sporting Kansas City                                                             | Seth Sinovic (4.), Ike Opara (90.+6') | Aaron Long (27.), Tyler Adams (57.) | New York Red Bulls | Aufstellung Sporting Kansas City gegen New York Red Bulls |
| 20. September 2017 um 19:30 Uhr (CDT) in Kansas City, KS (Children’s Mercy Park) | | |                    |                                                           |
| Ergebnis: 2:1 (1:0)                                                              | | |                    |                                                           |
| Zuschauer: 21.523                                                                | | |                    |                                                           |
| Schiedsrichter: Hilario Grajeda                                                  | | |                    |                                                           |
| Spielbericht                                                                     | | |                    |                                                           |